# Strahoninec
Strahoninec est un village et une municipalité située dans le comitat de Međimurje, en Croatie. Au recensement de 2001, la municipalité comptait 2 728 habitants, dont 96,96 % de Croates et le village seul comptait également 2 728 habitants.

## Localités
La municipalité de Strahoninec ne compte qu'une seule localité, le village éponyme de Strahoninec.